# Sessão do Conselho de Estado
Sessão do Conselho de Estado (portugués para Sesión del Consejo de Estado) es una obra de arte del género pintura histórica hecha por Georgina de Albuquerque en 1922. Retrata la sesión del 2 de septiembre de 1822 del Consejo de Estado de Brasil, que precedió la declaración de la Independencia de Brasil. La obra forma parte de la colección en exposición del Museo Histórico Nacional de Brasil, en la ciudad de Río de Janeiro.
El cuadro es relevante por dos motivos. En primer lugar, es una pintura academicista realizada por una mujer en Brasil, en una época en la que ese tipo de pintura era predominantemente hecha por hombres. En segundo, presenta una perspectiva de género sobre la Independencia de Brasil, en la medida en que destaca la participación de la entonces princesa Maria Leopoldina en el proceso político de la ruptura colonial de 1822.
La obra le hizo ganar a Albuquerque el premio de la Exposición de Arte Contemporáneo y Arte Retrospectiva del Centenario de la Independencia, un concurso realizado en el centenario de la independencia brasileña. El objetivo del concurso fue seleccionar las pinturas que mejor representaban acontecimientos históricos conectados a la independencia de Brasil. El premio consistió en la compra del cuadro por el gobierno federal, para ser integrado al acervo de la Escuela Nacional de Bellas Artes. El cuadro fue donado por la escuela al Museo Histórico Nacional.

## Descripción
La pintura de Georgina de Albuquerque fue producida con pintura al aceite. Sus medidas son de 210 centímetros de altura por 265 centímetros de anchura. Los colores predominantes son naranja, rosa y amarillo. Ha sido dicho que en el cuadro hay «vida» y «movimiento». Al fondo, hay una luz directa, proveniente de una ventana que posiblemente da hacia un parque; esa luz contribuye para que la tonalidad de la pintura sea «caliente» y «agradable». Las pinceladas son fuertes y poco definidas.
El objeto central en el cuadro es una mesa de tipo rectangular. Hay, además de la mesa, sillas y una mesita sobre la cual hay un candelabro y un reloj que indica 11 horas.
El foco de la pintura es Maria Leopoldina, en reunión con el Consejo de los Procuradores Generales de las Provincias de Brasil, en el Palacio Imperial, en Río de Janeiro. Ella está de perfil, sentada en una silla cuyo tejido tiene motivos florales, en la esquina izquierda de la obra. Apoya el brazo izquierdo sobre la mesa y con esa mano sostiene hojas de papel; el otro, está sobre la silla. Las hojas que la princesa sostiene son órdenes para que Don Pedro regrese a Portugal. En la escena, la princesa es retratada como «articuladora política»:

También se debe resaltar la forma en que hace [el retrato de Maria Leopoldina]: ella no está en el centro con una espada y con hombres debajo (o gente) como apareció en las pinturas alegóricas o esas donde el héroe era un hombre. Esta heroína es serena (contrario a la noción de la mujer como un ser sin control sobre sus pasiones); no se eleva por encima de los hombres (pero la honran, aunque sean más altos); no hace la guerra, sino que la articula; no da «el grito», sino que lo engendra, su fuerza es intelectual.

Están presentes en la reunión José Bonifácio de Andrada y Silva, con quien Maria Leopoldina interacciona, y Martim Francisco Ribeiro de Andrada, sentado. Con las manos en la mesa, al lado de Bonifácio, está Joaquim Gonçalves Ledo. Atrás de Martim Francisco, está José Clemente Pereira. Atrás de José Bonifácio, están Caetano Pinto de Miranda Montenegro, Manoel Antônio Farinha, Lucas José Obes y Luiz Pereira da Nóbrega. Los consejeros están de uniforme, con calzas claras y casacas verdes. La reunión se da en la ausencia de Don Pedro, quien estaba de viaje en São Paulo.
La intención de Albuquerque fue representar el momento en que la princesa, bajo el consejo de José Bonifácio, prepara una carta a Don Pedro, incentivándolo a concluir la situación colonial brasileña. Es en esta famosa carta que Maria Leopoldina escribe: «La fruta está madura, recójala ahora, de lo contrario se pudrirá». Don Pedro recibe la carta en 7 de septiembre de 1822, fecha que marca el "Grito de la Independencia".
El cuadro porta el siguiente subtítulo, en una referencia directa al análisis de la independencia realizada por Rocha Pombo:

El Consejo de Estado se convocó para el 1 de septiembre (o 2) a las 10 de la mañana. Todos los ministros ya estaban presentes en el Palacio. José Bonifácio hizo la exposición verbal del estado en el que se encontraban los asuntos públicos y concluyó diciendo que ya no era posible permanecer en esa duda e indecisión, y que para salvar a Brasil era necesario proclamar inmediatamente su separación de Portugal. Propuso, por lo tanto, que se escribiera a D. Pedro que, sin perder tiempo, pondría fin a la situación en São Paulo, tan dolorosa para los brasileños.

## Contexto

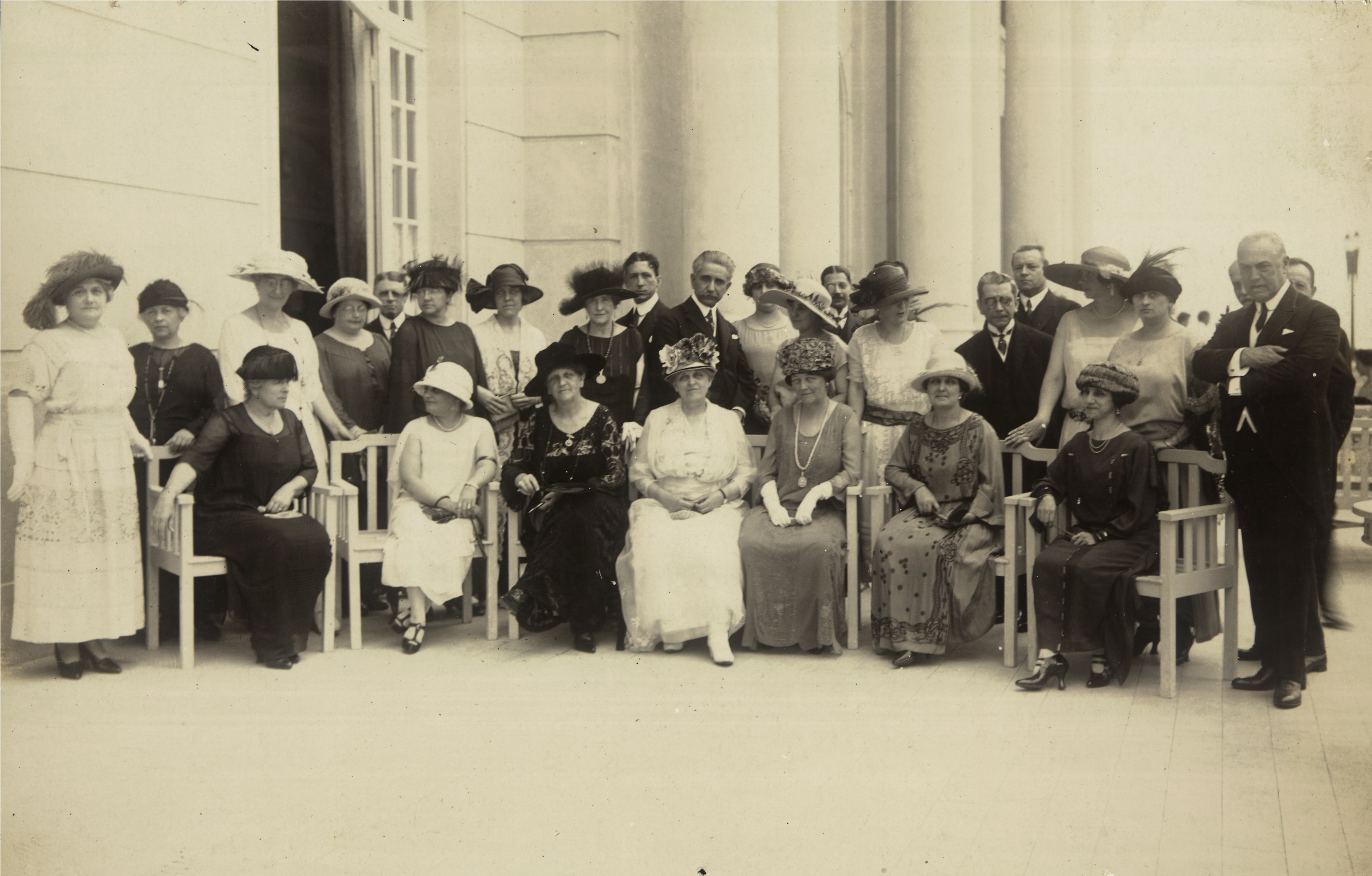
Primero Congreso Feminista de Brasil, en 1922.

Georgina de Albuquerque pintó Sesión del Consejo de Estado en un periodo de disputa social por el sufragio femenino. En 1922, Bertha Lutz y otras sufragistas organizaron el primer Congreso Feminista de Brasil y fundaron la Federación Brasileña por el Progreso Femenino. Ese contexto se ve reflejado en la confección e interpretación de la obra, como también en la carrera de la autora.
La pintura de Albuquerque, por más que tal vez no hubiera sido la intención de la artista, apoyó «la lucha feminista por el reconocimiento del derecho de la mujer al voto y a la ciudadanía plena [en el inicio del siglo XX], al retratar Leopoldina en plena acción política, decidiendo los rumbos del país [un siglo antes]». Por otro lado, los círculos académicos y el mercado de la pintura histórica eran prácticamente exclusivos para artistas hombres y, en esa circunstancia, la trayectoria de Albuquerque está marcada por «perseverancia» y ruptura con la creencia dominante de que «el sometimiento y la modestia» eran las principales características de las mujeres. Por eso, fue considerada una forma de desafiar la predominancia masculina en el género academicista.
La pintura y exposición del cuadro ocurrieron cuando Albuquerque ya poseía reconocimiento de su carrera artística. Sus trabajos habían sido destacados en salones los años anteriores de 1907, 1912, 1914 y 1919. En 1920, participó de un jurado académico en una competición artística, de hecho fue la primera mujer en participar en un jurado de ese tipo en Brasil. Así, en 1921, cuando inició la producción de Sesión del Consejo de Estado, la pintora ya tenía una situación profesional estable y había alcanzado éxito comercial.
Georgina de Albuquerque ya había hecho, en pinturas de la primera quincena del siglo XX, cuadros sobre mujeres. Pero, la presencia de hombres es un marco distintivo de Sesión del Consejo de Estado en la producción de la pintora. La representación de la escena de 1822 fue realizada a partir de investigaciones en la Escuela Nacional de Bellas Artes y en el Instituto Histórico y Geográfico Brasileño.
En 1922, cuando Albuquerque expuso por primera vez el cuadro, ocurrió la Semana de Arte Moderno. Se trata de un periodo de cambios en los cánones artísticos, lo que influyó en la pintora. Así, la transición también está presente en la obra, en la medida en que combina el modernismo, movimiento artístico en ascenso a la época, y el academicismo, este ya en declive. De entre las vanguardias modernistas, la pintora impresionista estadounidense Mary Cassatt fue una influencia para el cuadro.

## Estilo

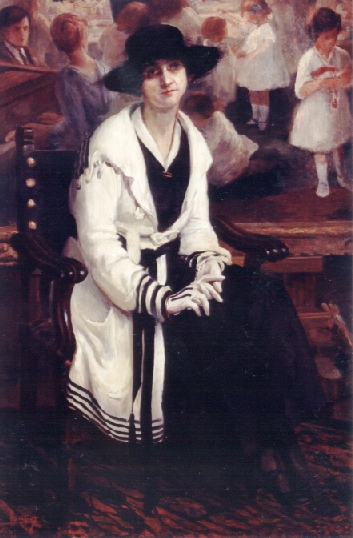
Georgina de Albuquerque retratada en pintura de Lucílio de Albuquerque.

Del punto de vista estilístico, la pintura fue descrita como una «osadía contenida». Esto porque, por un lado, «contradice claramente determinadas expectativas que orientan la visión común acerca de qué debe ser una pintura histórica», como el triunfalismo y el heroísmo masculino; por otro, indica una «academización del impresionismo», pues, a pesar de que los colores y la técnica de pintura no sean academicistas, hay elementos convencionales de la pintura histórica en la obra, en especial el encuadramiento y la temática.
El cuadro congrega elementos de dos movimientos artísticos de Brasil, el modernismo y el academicismo. Características academicistas de Sesión del Consejo de Estado son: la temática histórica, el tipo de encuadramiento clásico de los personajes en la escena, la dimensión de la obra y cierta búsqueda por la confiabilidad física de las personalidades retratadas. Fueron también identificadas influencias impresionistas, como la dilución de la realidad, en que, a pesar de ser posible reconocer las figuras, no son precisamente retratadas.
El encuentro de influencias de movimientos artísticos distinguidos en la obra hizo con que esta fuera definida como «una solución de compromiso entre la temática académica y el estilo impresionista, a caracterizar la 'discreta osadía' […] de su autora — conservadora en el lenguaje, atrevida en la subversión social y estética del género».
Sobre la opción estilística de Albuquerque la socióloga Ana Paula Cavalcanti Simioni escribió:

Desde un punto de vista formal, lo menos que podemos decir es que Georgina fue tímida, ya que buscaba esta solución de compromiso que ya usaban repetidamente los artistas franceses a quienes conoció, sea como estudiante sea como espectadora, en su período de formación en Francia. Esas fórmulas, aún presentes en la década de 1980 en artistas llamados «juste milieu», fueron absorbidas por otros artistas brasileños como  Visconti,  Calixto,  Amoedo, Décio Villares, Manoel Lopes Rodrigues, Firmino Monteiro, entre otros, que constituyen un tipo de arte seguro con un público relativamente estable, o, en otras palabras, mostró un deseo de actualización, un gusto por lo moderno, pero sin muchas ganas de romper con el sistema académico.

## Imaginario de la Independencia

Independencia o Muerte, de Pedro Américo.

Sesión del Consejo de Estado marca un contrapunto a la obra academicista Independencia o Muerte, de Pedro Américo, la más conocida representación pictórica del fin de la situación colonial brasileña. En esta, la proclamación de la Independencia es retratada a partir de la heroización de Don Pedro, espada en ristre, en una escena triunfal. Albuquerque se contrapone a la representación de Américo por: adoptar un personaje céntrico femenino; invertir la posición esperada entre las personas retratadas, en que los figurantes están por encima de la protagonista; adoptar un estilo impresionista; y actuar como mujer en el campo de la pintura histórica, normalmente de presencia exclusiva de los hombres.
La socióloga Ana Paula Simioni analizó que:

Leopoldina es representada como una antípoda para su esposo: elegante, serena, con noble tranquilidad, su fuerza no proviene de características físicas tangibles, sino de la supremacía intelectual, corroborada por la postura de un jefe de estado. Uno puede imaginar que la artista quiso presentar la idea de que la princesa no «dio el Grito», sino que lo engendró, dejando a su esposo a cargo de la simple ejecución de la acción.

La representación de la Independencia en la obra de Albuquerque no asume carácter bélico, «una decisión provocada por el ímpetu de la indignación», pero como «resultado de una planificación serena, de una articulación política realizada por acciones diplomáticas cuya fuerza viene del intelecto estrategista, y no de la fuerza física guerrera». Eso contribuye a una línea historiográfica que no presenta el fin de la situación colonial como una ruptura, sino como un proceso nacional gradual, al cual el Consejo de Estado garantizó cohesión y estabilidad.

## Visión de Maria Leopoldina

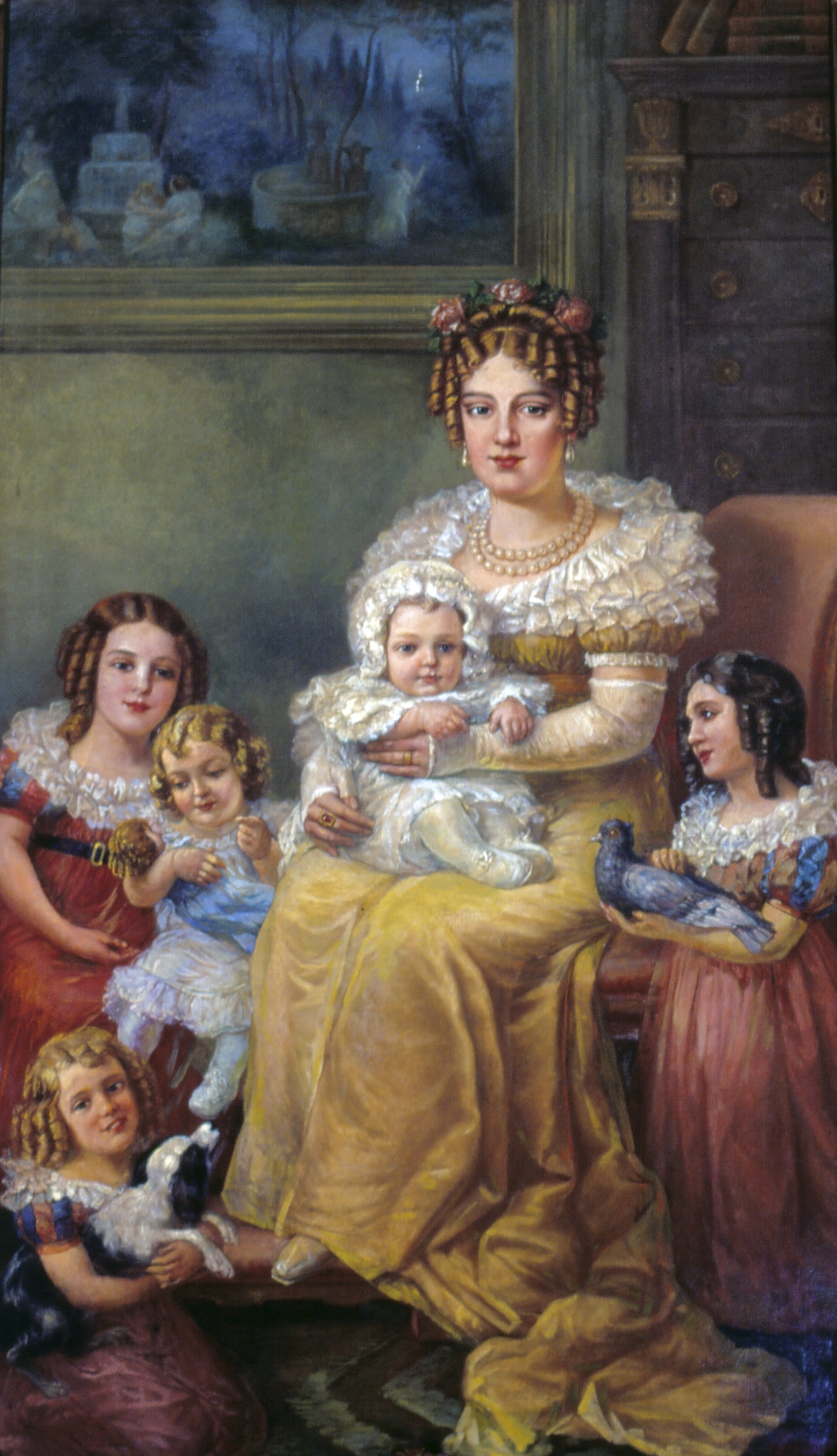
Retrato de Dueña Leopoldina de Habsburgo y sus hijos (1921), de Domenico Failutti.

La pintura de Albuquerque se contrapone a la obra Retrato de Dueña Leopoldina de Habsburgo y sus hijos, de Domenico Failutti, también producida para las celebraciones del centenario de la Independencia de Brasil. Las obras establecen una «batalla visual», por el modo como difieren en la representación del papel de Maria Leopoldina.
Por un lado, en su obra, Albuquerque pareció hacer eco a la lucha feminista al posicionar la princesa en el papel de sujeto histórico, retando la ideología dominante de que en las mujeres cabía únicamente la función doméstica. De cierto modo, la pintura «masculiniza» al personaje retratado. Por otro lado, Failutti hizo una representación de Maria Leopoldina como una estereotipada madre virtuosa, tal como se le había indicado hacer por el entonces director del Museo Paulista Afonso d'Escragnolle Taunay, al encomendar la pintura a Failutti. En esa comparación, Sesión del Consejo de Estado define una "nueva mujer", contribuyendo a modificar visiones convencionales de las relaciones de género.
La representación de la princesa como protagonista de la Independencia, de hecho, contraria a la convención academicista de retratar mujeres como parábolas de la nación, violentadas por la colonización. Icónico en ese sentido es el trabajo de Victor Meirelles, que representa Brasil como una indígena desnuda y muerta, en Moema. Maria Leopoldina, en la perspectiva de Albuquerque, no es víctima o personaje pasivo, sino agente del proceso de ruptura con la situación colonial.

## Recepción
Sesión del Consejo de Estado fue presentada públicamente en la Exposición de Arte Contemporáneo y Arte Retrospectiva del Centenario de la Independencia, iniciada en 12 de noviembre de 1922. La pintura fue seleccionada en 1923, juntamente con obras de Augusto Bracet, Helios Seelinger y Pedro Bruno, para ser comprada para la colección pública, el principal premio de ese evento de bellas artes cuya función era adquirir obras que remitieran a la formación nacional de Brasil. La selección fue realizada por Flexa Ribeiro, Archimedes Memoria y Rodolfo Chambelland, con la principal tarea de buscar nuevas representaciones iconográficas a la interpretación histórica de la independencia. La obra de Albuquerque fue descrita, posteriormente, como "la más importante" de esas nuevas representaciones.
La obra, en especial por cuenta de sus dimensiones, llevó a Albuquerque a consolidarse como una exponente en el movimiento academicista de Brasil, en especial de la Escuela Nacional de Bellas Artes, de la cual se hizo directora en 1952. Además, ella es considerada un ejemplo por haberse afirmado como pintora profesional en un campo que era hasta entonces fundamentalmente dominado por hombres.

### Crítica
En la revista Ilustración Brasileña, el crítico de arte Ercole Cremona celebró la pintura de Albuquerque como «un bello trabajo inspirado en los conceptos de Rocha Pombo», en que la pintora «prestó toda su gran alma, todo su sentimiento y la maravillosa técnica al cuadro, donde hay figuras movidas y bien diseñadas, actitudes resueltas y gammas resueltas con grande saber». En la Revista de la Semana, fue dicho que la obra fue realizada «en pantalla de grandes dimensiones, inclinada al gusto moderno, alegre a los ojos por la policromía, grata a los ánimos por el asunto».
En una nota en O Jornal, fue registrado que: «La figura de la princesa se presenta magnífica, en la pureza de sus líneas y en la nobleza de su actitud». En contraste, a José Bonifácio, en pie, aparentemente exponiendo la crisis entre Corona y Colonia a Maria Leopoldina, falta más destaque. Fue señalado que, en la pantalla, hay un error historiográfico, considerado «grave»: el uniforme debería haber sido azul, el color de ese tipo de indumentaria en el Primer Reinado, y en la pintura está en verde, color del Imperio.